# Batalla del Mont Cadme
La batalla del Mont Cadme fou un enfrontament armat esdevingut a prop de Laodicea del Licos el 6 de gener del 1148, entre l'exèrcit croat comandat per Lluís VII de França i l'exèrcit seljúcida, que acabà en derrota dels cristians i suposà la fi de la Segona Croada.

## Antecedents
L'exèrcit croat, molt poc disciplinat, en especial pel que fa als alemanys que el componien, havia causat malestar al seu pas pels Balcans, de camí a Constantinoble. L'emperador romà d'Orient, Manuel I Comnè, temia que l'arribada dels croats faria més fort el Principat d'Antioquia, que abans havia estat part del seu imperi i del qual en volia recuperar el control. També es temia que l'existència d'aquest principat afebliria l'aliança que havia establert amb el monarca alemany contra Roger II de Sicília. Conrad III d'Alemanya i Lluís VII de França es negaren a retre homenatge a l'emperador romà d'Orient la tardor del 1147, per tant, les tropes romanes d'Orient no reberen ordres de col·laborar-hi. mentrestant, Roger II aprofità per apoderar-se de l'illa romana d'Orient de Corfú i la de Cefalònia, després atacà les ciutats de Corint i Tebes. Els francesos i els alemanys decidiren prendre rutes separades. Les tropes de Conrad foren derrotades en la batalla de Dorilèon el 25 d'octubre.
Els que en sobrevisqueren de l'exèrcit de Conrad s'uniren al del rei francès. Juntament seguiren el camí obert pels membres de la Primera Croada, passant per Filadèlfia. En aquesta ciutat, els alemanys no se senten prou segurs per continuar avançant i es retiraren a Constantinoble. Conrad III, es reconcilià amb Manuel, el qual li proporcionà vaixells per anar a capturar Acre. Mentrestant, les tropes de Lluís VII seguiren la costa i després prengueren camí cap a l'est. Els seljúcides els esperaven a la riba del riu Meandre, però els francesos s'afanyaren caminant més ràpidament cap a Laodicea per no ser encalçats. Allà arribaren el 6 de gener, llavors es desviaren cap a les muntanyes que separen Frígia de Pisídia.

## Batalla
L'avantguarda, comandada per Jofré de Rancon, estava situada massa al davant, allunyada de la resta. El rei Lluís, amb la columna principal, sense donar importància a aquest fet, seguí endavant. Els soldats francesos avançaven amb confiança, convençuts que els seus camarades ocuparien les primeres posicions de defensa. Tanmateix, els seljúcides obtingueren avantatge d'aquest error de posició i es llançaren a atacar amb les espases a les mans, fent-los trencar files sense poder organitzar el contraatac. Els francesos es retiraren cap a una estreta gorja. El camí era estret: per un costat els envoltaven roques i per l'altra una pregona fondalada. Molts homes, els cavalls i la càrrega que portaven es veieren precipitats per l'abisme. El rei pogué escapar a la caiguda, s'arrapà a un arbre i es queda sol lluitant contra diversos atacants. A la nit, Lluís aprofità la foscor per unir-se a l'avantguarda del seu exèrcit, els quals pensaven que havia mort. Després de la batalla, l'exèrcit croat francès, que havia sofert nombroses baixes i estaven molt malferits, s'adreçaren cap a Atalea, on arribaren el 20 de gener.